# Entente Sannois Saint-Gratien

Logo

Entente Sannois Saint-Gratien (auch kurz ESSG) ist ein französischer Fußballverein aus Sannois und Saint-Gratien, zwei Gemeinden im Département Val-d’Oise, in der nordwestlichen Banlieue von Paris gelegen.

## Geschichte
Gegründet wurde er 1989 durch die Fusion von Omnia Sports Sannois Saint-Gratien und AS Saint-Gratien; „Entente“ bedeutet auf Deutsch Einigkeit.
Die Vereinsfarben sind Königsblau und Weiß; die Ligamannschaft spielt im Stade Michel-Hidalgo, das eine Kapazität von 8.000 Plätzen aufweist. Die Saison 2005/06 hatte die ESSG als Tabellenvierter der dritten Liga abgeschlossen und beantragt, zusätzlich in die Ligue 2 aufsteigen zu dürfen, als ein dortiger Club keine Lizenz mehr erhielt. Dies verwehrten Ligaverband und Fédération Française de Football der Entente, woraufhin sie durch sämtliche sport- und zivilgerichtlichen Instanzen zog; an deren Ende entschied der Cour d’appel in Versailles abschließend, dem Verein stünden auf jeden Fall Schadensersatzansprüche zu. Diese 500.000 Euro hat die FFF bezahlt; allerdings sah sie in dem Urteil weiterhin keinen Anspruch der ESSG begründet, wenigstens nachträglich in die zweite Liga aufgenommen zu werden.

## Ligazugehörigkeit
Unter Profibedingungen arbeitete der Verein von 2003 bis 2008. Erstklassig (Division 1, seit 2002 in Ligue 1 umbenannt) hat er noch nicht gespielt. Zur Saison 2017/18 ist er in die dritte Liga aufgestiegen.

## Erfolge
- Französischer Meister: bisher Fehlanzeige
- Französischer Pokalsieger: bisher Fehlanzeige